# Туристично-рекреаційні комплекси
Туристично-рекреаційні комплекси (ТРК) — це інтегровані територіальні системи, що об'єднують природні, культурні, інфраструктурні та організаційно-економічні елементи, спрямовані на забезпечення умов для відпочинку, оздоровлення, туризму та культурного дозвілля населення. Вони є важливою складовою національної економіки та соціального розвитку країни.

## Визначення та сутність
ТРК розглядаються як складові частини територіально-соціальної системи країни, що забезпечують потреби населення у відпочинку, оздоровленні, пізнанні та розвагах. Вони сприяють розвитку суспільного виробництва, покращанню його структури, зростанню продуктивності праці в основних галузях економіки. Це, у свою чергу, дозволяє досягти таких соціально-економічних ефектів, як зростання регіонального внутрішнього продукту, збільшення податкових надходжень, створення нових робочих місць та покращення рівня життя населення.

## Структура туристично-рекреаційного комплексу
Структура ТРК включає:
- Природні ресурси: ліси, гори, водойми, мінеральні джерела, кліматичні умови.
- Культурно-історичні об'єкти: пам'ятки архітектури, музеї, історичні місця.
- Інфраструктура: готелі, санаторії, бази відпочинку, транспортні засоби, заклади харчування.
- Організаційно-економічні елементи: туристичні агентства, інформаційні центри, управлінські структури.

Територіальна структура ТРК визначається поєднанням туристичних та рекреаційних пунктів, центрів, вузлів, районів та зон, що сформувалися або формуються під впливом найрізноманітніших факторів.

## Типи туристично-рекреаційних комплексів
Залежно від функціонального призначення та спеціалізації, ТРК поділяються на:
- Курортно-оздоровчі: спрямовані на лікування та профілактику захворювань (наприклад, Трускавець, Моршин).
- Туристичні: орієнтовані на активний відпочинок, екскурсії, пізнання (наприклад, Львів, Кам'янець-Подільський).
- Спортивно-туристичні: зосереджені на заняттях спортом, активному туризмі (наприклад, Буковель).
- Культурно-пізнавальні: пов'язані з відвідуванням культурних та історичних об'єктів (наприклад, Київ, Чернігів).

## Туристично-рекреаційні ресурси України
Україна володіє значними туристично-рекреаційними ресурсами, серед яких:
- Природні: Карпати, Кримські гори, Чорне та Азовське моря, мінеральні джерела, заповідники.
- Культурно-історичні: пам'ятки архітектури, музеї, історичні місця.
- Етнографічні: народні традиції, ремесла, фестивалі.

Ці ресурси створюють передумови для розвитку різних видів туризму: оздоровчого, культурного, екологічного, спортивного тощо.

## Географія та приклади ТРК в Україні
На території України сформувалися численні ТРК, зокрема:
- Карпатський регіон: Буковель — найбільший гірськолижний курорт, що пропонує широкий спектр послуг для зимового та літнього відпочинку.
- Кримський півострів: має унікальний природно-кліматичний потенціал для розвитку курортно-рекреаційної діяльності.
- Одеський регіон: Аркадія — популярний курортний район з пляжами, парками та розвиненою інфраструктурою.
- Закарпаття: містить численні термальні джерела, санаторії та бази відпочинку.

## Проблеми та перспективи розвитку
Основні проблеми розвитку ТРК в Україні:
- Недостатній рівень інфраструктури: потреба в модернізації транспортної, готельної та сервісної інфраструктури.
- Екологічні виклики: необхідність збереження природних ресурсів та впровадження сталих практик.
- Фінансування та інвестиції: обмеженість державного фінансування та потреба в залученні приватних інвесторів.

Перспективи розвитку включають:
- Розвиток внутрішнього туризму: створення умов для залучення українських туристів.
- Інтеграція до міжнародного туристичного ринку: підвищення конкурентоспроможності українських ТРК.
- Інноваційні технології: впровадження цифрових сервісів, онлайн-бронювання, віртуальних турів.